# 28416 Ngqin
28416 Ngqin è un asteroide della fascia principale. Scoperto nel 1999, presenta un'orbita caratterizzata da un semiasse maggiore pari a 2,2635299 UA e da un'eccentricità di 0,1582110, inclinata di 3,14431° rispetto all'eclittica.